# Twang
Twang var ett rockband från Gävle som bildades i slutet av 1980-talet. Medlemmar var Jan Ola Asplund, Per Gunnarsson och Ronny Rasmusson. På låten Här för dig från 1992 medverkade även sångerskan Monica Törnell.

## Diskografi
- 1989 - Ebbe Karlsson (LP, Start Klart SKRLP-008)
- 1992 - Välkommen hit (CD, Start Klart SKRCD-011)
- 1992 - Här för dig/Jag har en vän (CD-singel, Start Klart SKRCDS-011)